# Ubon Ratčathani
Ubon Ratčathani (thajsky: อุบลราชธานี) je hlavní město stejnojmenné provincie a jedno ze čtyř velkých měst v thajském regionu Isán.
Ubon Ratčathani leží přibližně 615 kilometrů od Bangkoku.